# Dubiaranea caeca
Dubiaranea caeca är en spindelart som beskrevs av Alfred Frank Millidge 1991. Dubiaranea caeca ingår i släktet Dubiaranea och familjen täckvävarspindlar.
Artens utbredningsområde är Venezuela. Inga underarter finns listade i Catalogue of Life.